# José Luis Bustamante
José Luis Bustamante (n. San Nicolás de los Arroyos, 1799 – † Montevideo, 1857) fue un militar, periodista y político argentino que participó en las guerras civiles argentinas en el bando del Partido Unitario.

## Biografía
Muy joven aún se unió al ejército con que las fuerzas revolucionarias llevaron a cabo el sitio de Montevideo, hasta la captura de esa ciudad en 1814. Permaneció luego en la guarnición de la ciudad de Buenos Aires.
Escribió en numerosos periódicos en la capital; se unió al Partido Unitario dirigido por Bernardino Rivadavia y formó parte del Congreso General de 1824 tomando parte en la sanción de la Constitución Argentina de 1826.
Apoyó la revolución de Juan Lavalle contra el gobernador Manuel Dorrego y formó parte del gobierno revolucionario. A la caída de éste, pasó a la Provincia de Córdoba y se incorporó al ejército del general Paz. Combatió en la Batalla de Oncativo, en la campaña contra Santa Fe y en la Batalla de La Ciudadela. Tras la derrota de la Liga del Interior se refugió en Montevideo. Regresó por unos años a Buenos Aires, pero se exilió definitivamente a la llegada al poder de Juan Manuel de Rosas.
Entre 1841 y 1843 fue secretario de Fructuoso Rivera en el Uruguay y durante su permanencia en la Provincia de Entre Ríos, participando en la  Batalla de Arroyo Grande (1842). Participó en la defensa contra el Sitio de Montevideo hasta 1851. Allí publicó en 1849 su obra Cinco errores capitales en la intervención anglofrancesa en el Río de la Plata, un análisis militar del largo proceso de la Guerra Grande. También fue editor del semanario La Defensa que se publicó en Montevideo durante 1851.
Regresó a Buenos Aires después de la Batalla de Caseros y fue reconocido en su grado de coronel. Participó en las campañas de Bartolomé Mitre contra los indígenas, que resultaron en sucesivas derrotas. Escribió en la prensa local durante algunos años, y también varios ensayos y biografías. Regresó a Montevideo tras la victoria del partido de Valentín Alsina en la Provincia de Buenos Aires. Allí falleció en 1857.